# Solvay-Konferenz

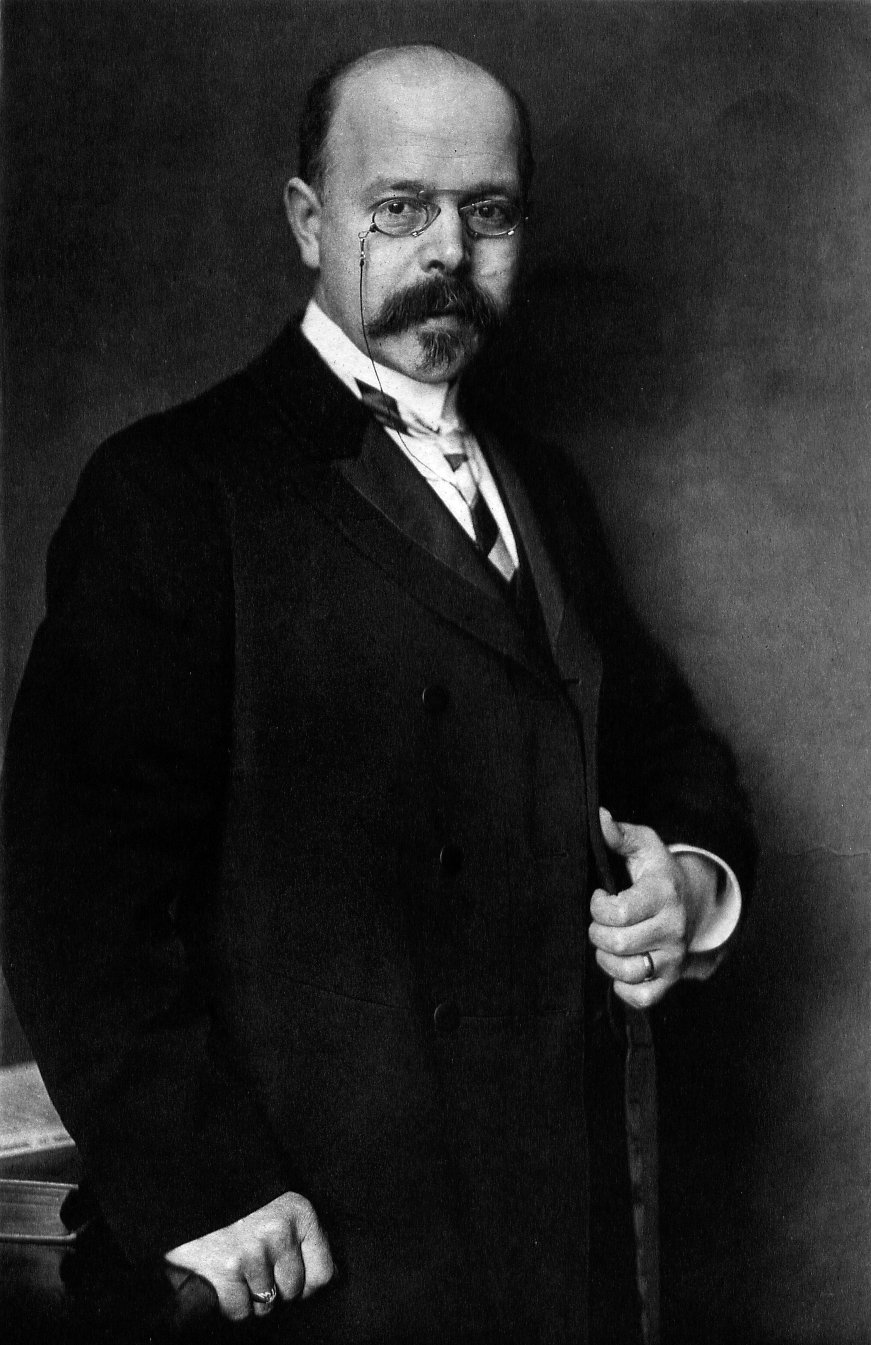
Walther Nernst, Initiator der Solvay-Konferenz

Solvay-Konferenzen ist der Name von internationalen Fachkonferenzen auf dem Gebiet der Physik und der Chemie.

## Geschichte

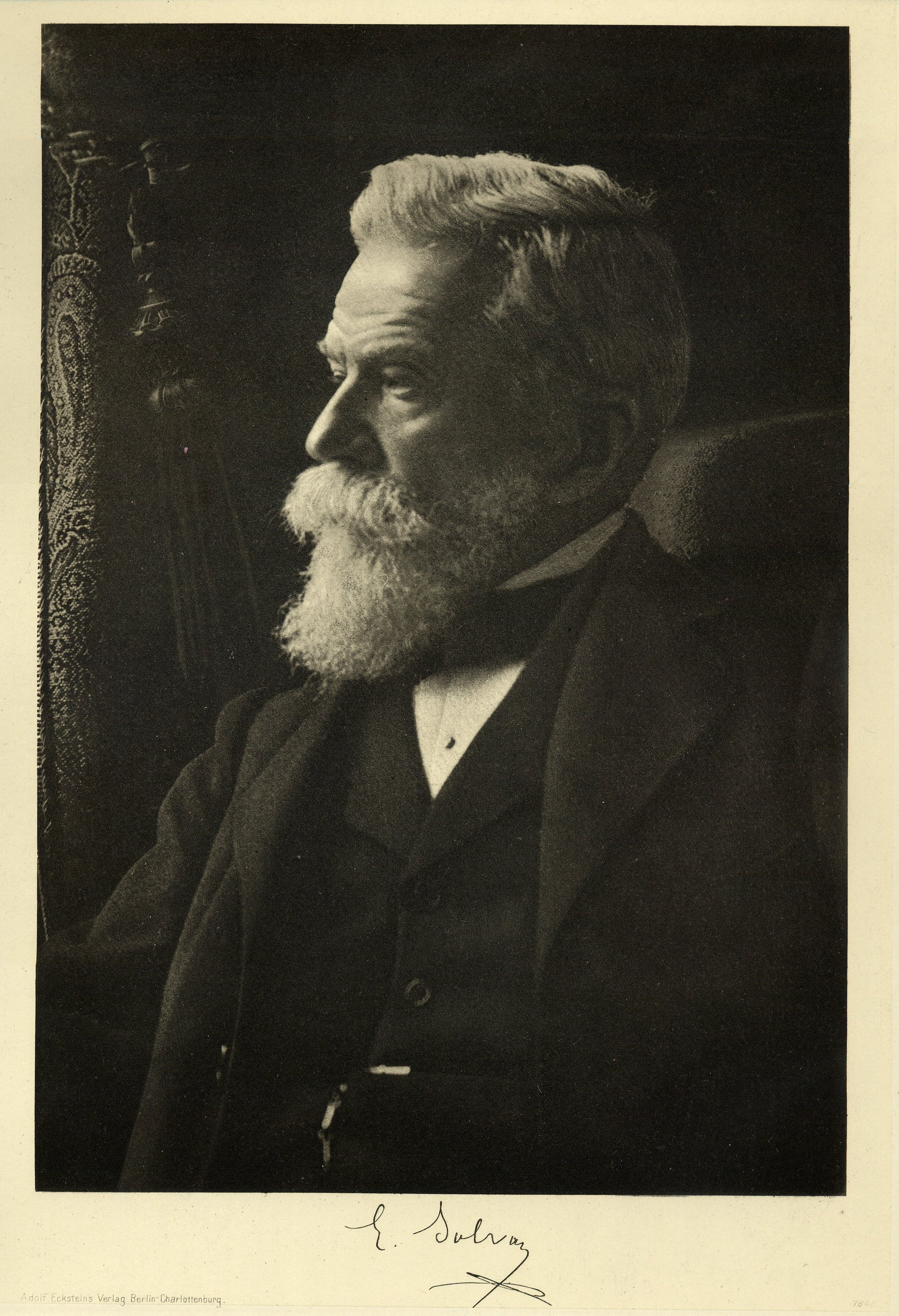
Ernest Solvay, der Namensgeber und Mäzen der Konferenzen

Diese Konferenzen in Brüssel erhielten ihren Namen nach dem belgischen Großindustriellen Ernest Solvay. Walther Nernst war durch Vermittlung von Robert Goldschmidt 1910 mit Solvay in Kontakt gekommen und hatte ihn überzeugt, eine internationale Zusammenkunft der Physiker auf höchstem Niveau zu organisieren, um die fundamentalen Probleme der gegenwärtigen Physik zu diskutieren. Die erste Solvay-Konferenz (1911) vereinigte die Weltspitze der damaligen experimentierenden und theoretischen Physiker. Nernst hatte Solvay bei seinem persönlichen Treffen im Juli 1910 als Diskussionsthema die „Einführung der Quanten in die theoretische Physik“ vorgeschlagen und sich einen Monat zuvor mit Max Planck über das mögliche Thema der Konferenz besprochen. Max Planck war relativ skeptisch wegen des gewählten Themas, da er glaubte, dass die Bedeutung dieser Fragen noch zu ungenügend bekannt sei und dass sich außer ihm wohl nur Albert Einstein, Hendrik Antoon Lorentz, Wilhelm Wien und Joseph Larmor ernsthaft für die vorgeschlagene Thematik interessierten. Der Nernst’sche Vorschlag wurde von Solvay akzeptiert und die erste von Solvay einberufene Einladung und Konferenz fand vom 30. Oktober bis zum 3. November 1911 im Hotel Metropol in Brüssel unter dem Thema „Die Theorie der Strahlung und der Quanten“ statt. Der neutrale Tagungsort Brüssel ebenso wie der hochintegre Lorentz als Tagungspräsident wurden auserkoren, um möglichen transnationalen Spannungen vorzubeugen. In einer kurzen Begrüßungsadresse sagte Walther Nernst: „...die fundamentalen und fruchtbaren Ideen von Planck und Einstein sollten uns als Grundlage unserer Diskussionen dienen, wir können sie modifizieren oder verbessern, aber wir können sie nicht ignorieren...“
Die Tagung wurde nicht zuletzt durch die ausführliche, weit verbreitete Publikation aller Vorträge und Ergebnisse (realisiert durch Maurice de Broglie und Paul Langevin) zu einem außerordentlichen Erfolg und historischen Ereignis. Der Erfolg der Konferenz veranlasste Goldschmidt unter Mithilfe von Lorentz, Solvay die Fortsetzung seines Mäzenatentums vorzuschlagen und ein auf 30 Jahre angelegtes „Internationales Institut für Physik und Chemie“ zu gründen und periodisch erneute Solvay-Konferenzen nach dem Muster von 1911 zu organisieren.
Auf den folgenden Solvay-Konferenzen sollten stets nur eine beschränkte Zahl – nämlich maximal 25 – eingeladener höchstrangiger Physiker und Chemiker zu einer Art „Gipfelkonferenz“ zusammenkommen, um wichtige Themen zu diskutieren. Nach dem Ersten Weltkrieg wurden die Konferenzen in dreijährigen Abständen in den Jahren 1921 bis 1933, und nach dem Zweiten Weltkrieg ab 1948 in Brüssel fortgesetzt.

## Solvay-Konferenzen für Physik

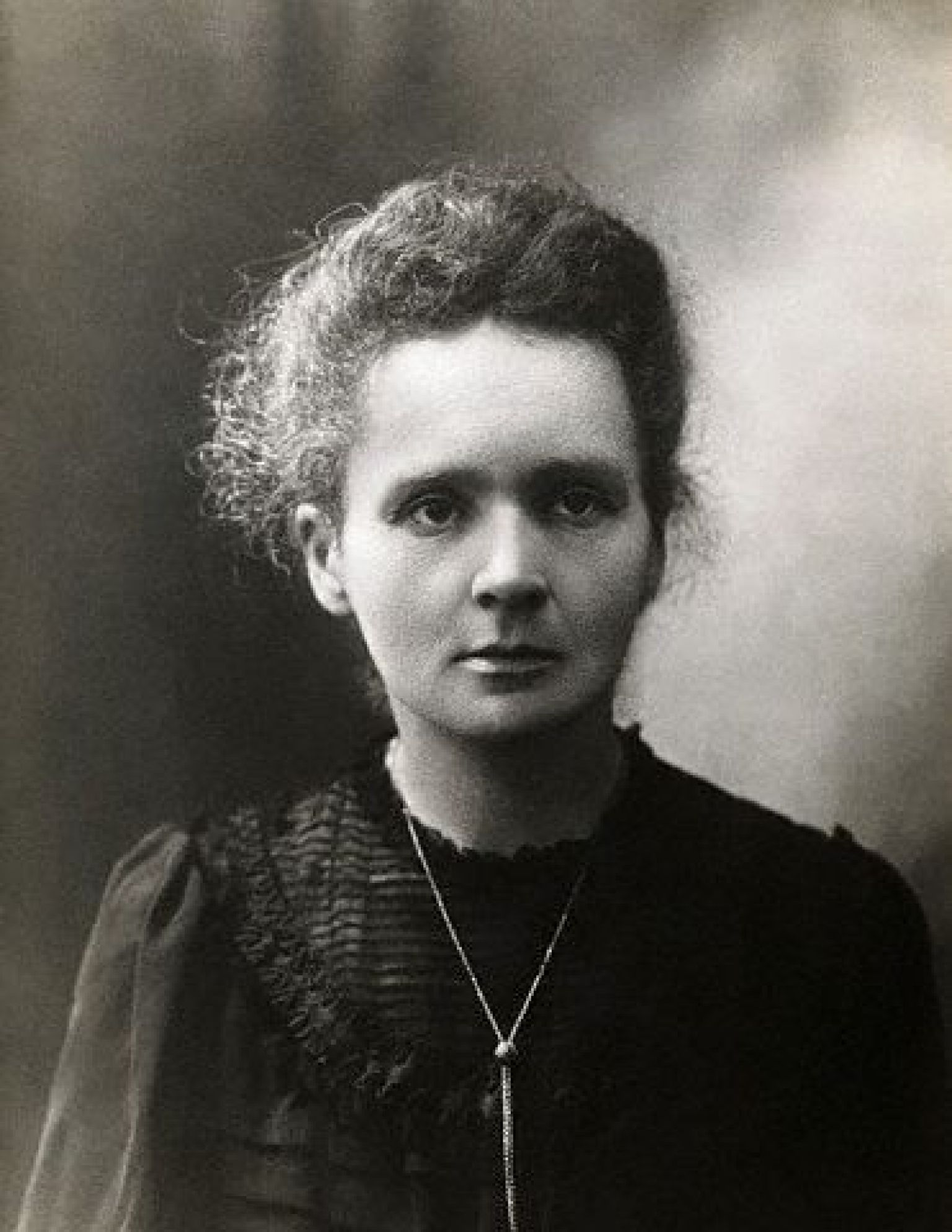
Marie Curie, Teilnehmerin an den ersten sieben Solvay-Konferenzen

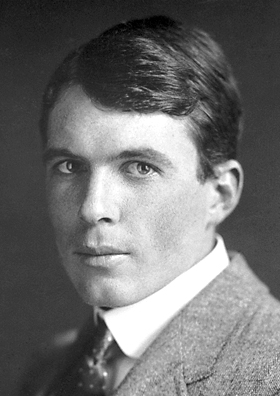
William Lawrence Bragg

| Konferenz | Jahr | Thema | Vorsitz                                                                |
| --------- | ---- | --- | ---------------------------------------------------------------------- |
| 1.        | 1911 | La théorie du rayonnement et les quanta (Theorie der Strahlung und Quanten)                                                                                             | Hendrik Antoon Lorentz (Leiden)                                        |
| 2.        | 1913 | La structure de la matière (Die Struktur der Materie) | Hendrik Antoon Lorentz (Leiden)                                        |
| 3.        | 1921 | Atomes et électrons (Atome und Elektronen) | Hendrik Antoon Lorentz (Leiden)                                        |
| 4.        | 1924 | Conductibilité électrique des métaux et problèmes connexes (Elektrische Leitfähigkeit der Metalle)                                                                      | Hendrik Antoon Lorentz (Leiden)                                        |
| 5.        | 1927 | Electrons et photons (Elektronen und Photonen) | Hendrik Antoon Lorentz (Leiden)                                        |
| 6.        | 1930 | Le magnétisme (Magnetismus) | Paul Langevin (Paris)                                                  |
| 7.        | 1933 | Structure et propriétés des noyaux atomiques (Struktur des Atomkerns)                                                                                                   | Paul Langevin (Paris)                                                  |
| 8.        | 1948 | Les particules élémentaires (Elementarteilchen) | Lawrence Bragg (Cambridge)                                             |
| 9.        | 1951 | L'état solide (Festkörper) | Lawrence Bragg (Cambridge)                                             |
| 10.       | 1954 | Les électrons dans les métaux (Elektronen in Metallen) | Lawrence Bragg (Cambridge)                                             |
| 11.       | 1958 | La structure et l'évolution de l'univers (Struktur und Evolution des Universums)                                                                                        | Lawrence Bragg (Cambridge)                                             |
| 12.       | 1961 | La théorie quantique des champs (Quantenfeldtheorie) | Lawrence Bragg (Cambridge)                                             |
| 13.       | 1964 | The Structure and Evolution of Galaxies (Struktur und Evolution von Galaxien)                                                                                           | Robert Oppenheimer (Princeton)                                         |
| 14.       | 1967 | Fundamental Problems in Elementary Particle Physics (Fundamentale Probleme der Elementarteilchenphysik)                                                                 | Christian Møller (Kopenhagen)                                          |
| 15.       | 1970 | Symmetry Properties of Nuclei (Symmetrieeigenschaften von Atomkernen)                                                                                                   | Edoardo Amaldi (Rom)                                                   |
| 16.       | 1973 | Astrophysics and Gravitation (Astrophysik und Gravitation) | Edoardo Amaldi (Rom)                                                   |
| 17.       | 1978 | Order and Fluctuations in Equilibrium and Nonequilibrium Statistical Mechanics (Ordnung und Fluktuationen in der Gleichgewichts- und Nichtgleichgewichts-Thermodynamik) | Léon Van Hove (CERN)                                                   |
| 18.       | 1982 | Higher Energy Physics (Hochenergiephysik) | Léon Van Hove (CERN)                                                   |
| 19.       | 1987 | Surface Science (Oberflächenphysik) [zusammen mit der Solvay-Konferenz für Chemie]                                                                                      | F. W. de Wette (Austin)                                                |
| 20.       | 1991 | Quantum Optics (Quantenoptik) | Paul Mandel (Brüssel)                                                  |
| 21.       | 1998 | Dynamical Systems and Irreversibility (Dynamische Systeme und Irreversibilität)                                                                                         | Ioannis Antoniou (Brüssel)                                             |
| 22.       | 2001 | The Physics of Communication (Physik der Kommunikation) | Ioannis Antoniou (Brüssel)                                             |
| 23.       | 2005 | The Quantum Structure of Space and Time (Quantenstruktur von Raum und Zeit)                                                                                             | David Gross (Santa Barbara)                                            |
| 24.       | 2008 | Quantum Theory of Condensed Matter (Quantentheorie der Kondensierten Materie)                                                                                           | Bertrand Halperin (Harvard)                                            |
| 25.       | 2011 | The theory of the quantum world (Theorie der Quantenwelt) | David Gross (Santa Barbara)                                            |
| 26.       | 2014 | Astrophysics and Cosmology (Astrophysik und Kosmologie) | Roger Blandford (Stanford)                                             |
| 27.       | 2017 | The Physics of Living Matter: Space, Time and Information in Biology (Die Physik der lebenden Materie: Raum, Zeit und Information in der Biologie)                      | Boris Shraiman (Santa Barbara)                                         |
| 28.       | 2022 | The Physics of Quantum Information (Die Physik der Quanteninformation)                                                                                                  | David Gross (Santa Barbara), Peter Zoller (Innsbruck)                  |
| 29.       | 2023 | The Structure and Dynamics of Disordered Systems (Struktur und Dynamik ungeordneter Systeme)                                                                            | David Gross (Santa Barbara), Marc Mézard (Paris), Giorgio Parisi (Rom) |

## Teilnehmer der Solvay-Konferenzen für Physik (Auswahl)

### Erste Solvay-Konferenz für Physik (1911)
Die erste Solvay-Konferenz mit dem Thema „Theorie der Strahlung und Quanten“ wurde von Hendrik Antoon Lorentz geleitet und befasste sich mit den unterschiedlichen Ansätzen der Klassischen Physik und der im Entstehen begriffenen Quantenphysik.
Das nebenstehende Foto zeigt die Teilnehmer der Konferenz (anklickbares Foto):
Stehend von links nach rechts: Robert Goldschmidt, Max Planck, Heinrich Rubens, Arnold Sommerfeld, Frederick Lindemann, Maurice de Broglie, Martin Knudsen, Friedrich Hasenöhrl, Georges Hostelet, Édouard Herzen, James Jeans, Ernest Rutherford, Heike Kamerlingh Onnes, Albert Einstein, Paul Langevin
Sitzend von links nach rechts: Walther Nernst, Marcel Brillouin, Ernest Solvay, Hendrik Antoon Lorentz, Emil Warburg, Jean-Baptiste Perrin, Wilhelm Wien, Marie Curie, Henri Poincaré

### Zweite Solvay-Konferenz für Physik (1913)
Teilnehmer der Konferenz waren:

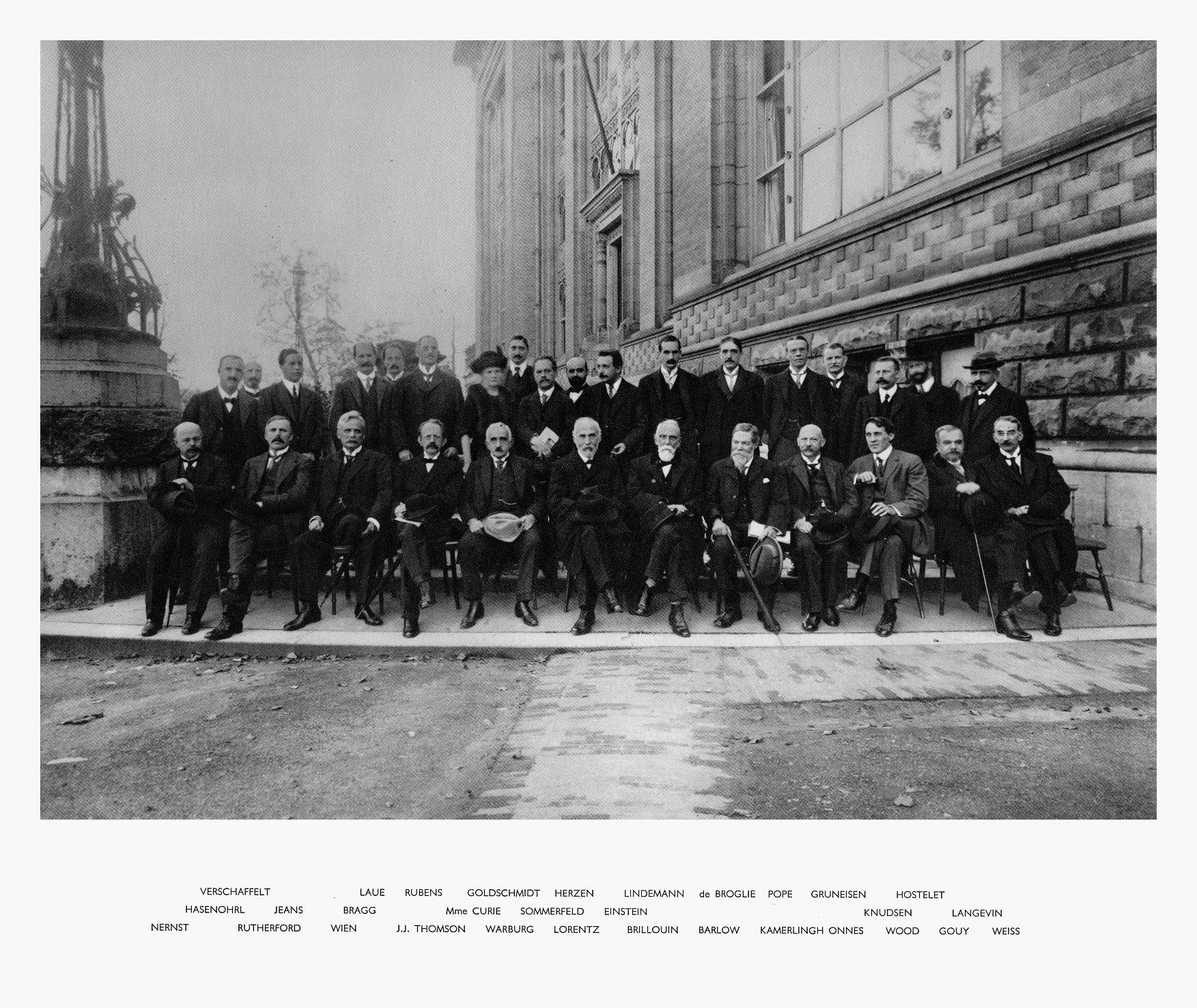
Zweite Solvay-Konferenz 1913

Stehend von links nach rechts: Friedrich Hasenöhrl, Jules-Émile Verschaffelt, James Jeans, William Henry Bragg, Max von Laue, Heinrich Rubens, Marie Curie, Robert Goldschmidt, Arnold Sommerfeld, Édouard Herzen, Albert Einstein, Frederick Lindemann, Maurice de Broglie, William Jackson Pope, Eduard Grüneisen, Martin Knudsen, Georges Hostelet, Paul Langevin
Sitzend von links nach rechts: Walther Nernst, Ernest Rutherford, Wilhelm Wien, Joseph John Thomson, Emil Warburg, Hendrik Antoon Lorentz, Marcel Brillouin, William Barlow, Heike Kamerlingh Onnes, Robert Williams Wood, Louis Georges Gouy, Pierre-Ernest Weiss

### Dritte Solvay-Konferenz für Physik (1921)

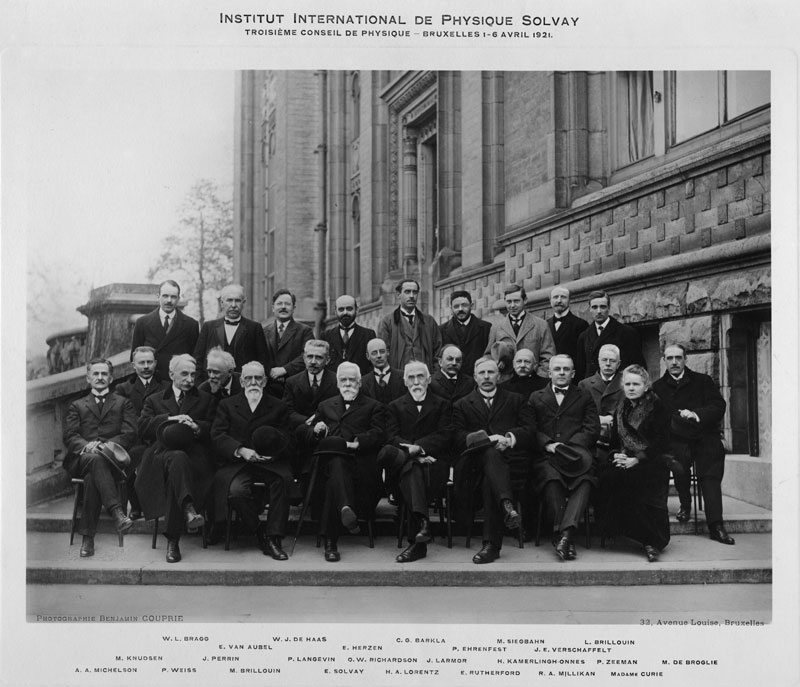
Solvay-Konferenz 1921

Zu dieser Konferenz im Jahr 1921 waren keine deutschen Wissenschaftler eingeladen, da die Erinnerung an den Ersten Weltkrieg und die deutsche Besetzung Belgiens noch zu kurz zurücklag. Dadurch waren einerseits die deutschen Wissenschaftler benachteiligt, andererseits litt aber auch die Qualität der Konferenz erheblich, da gerade an deutschen Universitäten wichtige Fortschritte auf dem Gebiet der modernen Physik (Quantentheorie, Relativitätstheorie) gemacht wurden.
Stehend von links nach rechts: William Lawrence Bragg, Edmond van Aubel, Wander Johannes de Haas, Édouard Herzen, Charles Glover Barkla, Paul Ehrenfest, Manne Siegbahn, Jules-Émile Verschaffelt, Léon Brillouin
Sitzend von links nach rechts: Albert A. Michelson, Martin Knudsen, Pierre-Ernest Weiss, Jean-Baptiste Perrin, Marcel Brillouin, Paul Langevin, Ernest Solvay, Owen Willans Richardson, Hendrik Antoon Lorentz, Joseph Larmor, Ernest Rutherford, Heike Kamerlingh Onnes, Robert Andrews Millikan, Pieter Zeeman, Marie Curie, Maurice de Broglie

### Vierte Solvay-Konferenz für Physik (1924)

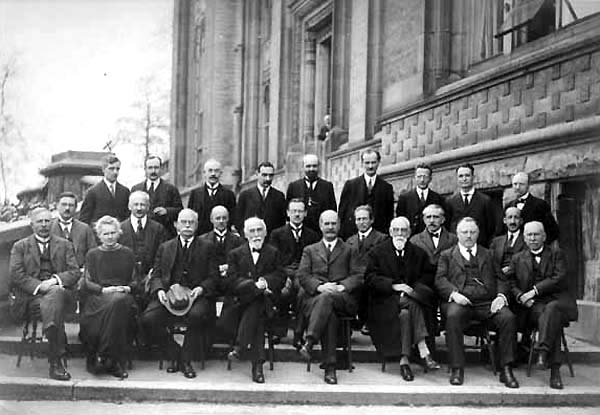
Solvay-Konferenz 1924

Teilnehmer der Konferenz von 1924 waren:
Erste Reihe von links nach rechts: Ernest Rutherford, Marie Curie, Edwin Hall, Hendrik Antoon Lorentz, William Henry Bragg, Marcel Brillouin, Willem Hendrik Keesom, Edmond van Aubel;
Zweite Reihe von links nach rechts: Peter Debye, Abram Fjodorowitsch Ioffe, Owen Willans Richardson, Witold Broniewski, Walter Rosenhain, Paul Langevin, George de Hevesy;
Darüber von links nach rechts: Léon Brillouin, Émile Henriot, Théophile de Donder, Edmond Henri Georges Bauer, Édouard Herzen, Auguste Piccard, Erwin Schrödinger, Percy Williams Bridgman, Jules-Émile Verschaffelt

### Fünfte Solvay-Konferenz für Physik (1927)

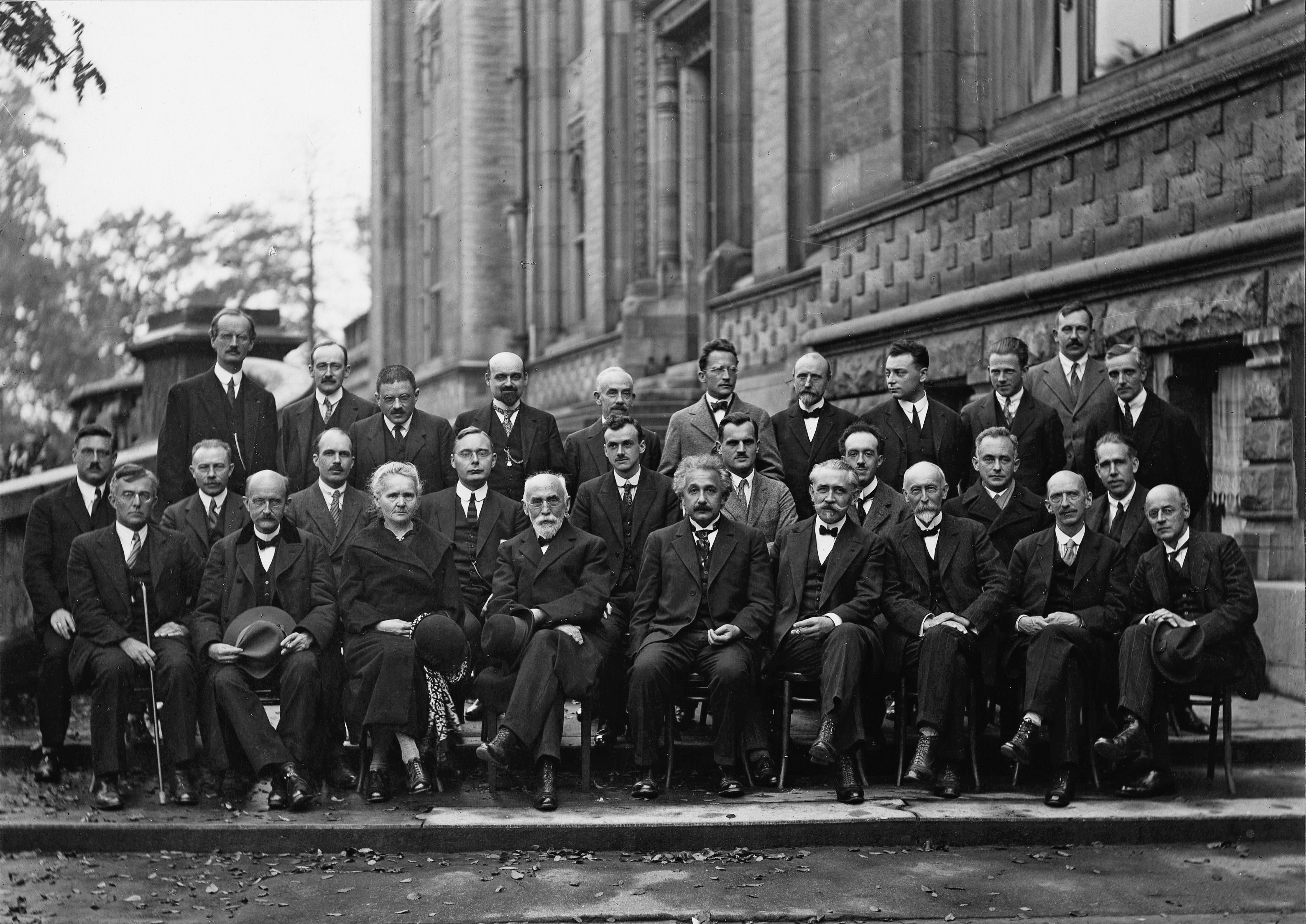
Fünfte Solvay-Konferenz 1927

Auf der wahrscheinlich berühmtesten, der fünften Solvay-Konferenz im Jahr 1927 über Elektronen und Photonen wurde die neu formulierte Quantentheorie diskutiert mit den dominierenden Persönlichkeiten Albert Einstein und Niels Bohr (Bohr-Einstein-Debatte).
17 der 29 Anwesenden besaßen oder bekamen in der Folgezeit den Nobelpreis.
Teilnehmer der Konferenz waren:
Stehend von links nach rechts: Auguste Piccard, Émile Henriot, Paul Ehrenfest, Édouard Herzen, Théophile de Donder, Erwin Schrödinger, Jules-Émile Verschaffelt, Wolfgang Pauli, Werner Heisenberg, Ralph Howard Fowler, Léon Brillouin
In der zweiten Reihe sitzend von links nach rechts: Peter Debye, Martin Knudsen, William Lawrence Bragg, Hendrik Anthony Kramers, Paul Dirac, Arthur Holly Compton, Louis-Victor de Broglie, Max Born, Niels Bohr
In der ersten Reihe sitzend von links nach rechts: Irving Langmuir, Max Planck, Marie Curie, Hendrik Antoon Lorentz, Albert Einstein, Paul Langevin, Charles-Eugène Guye, Charles Thomson Rees Wilson, Owen Willans Richardson

### Sechste Solvay-Konferenz für Physik (1930)

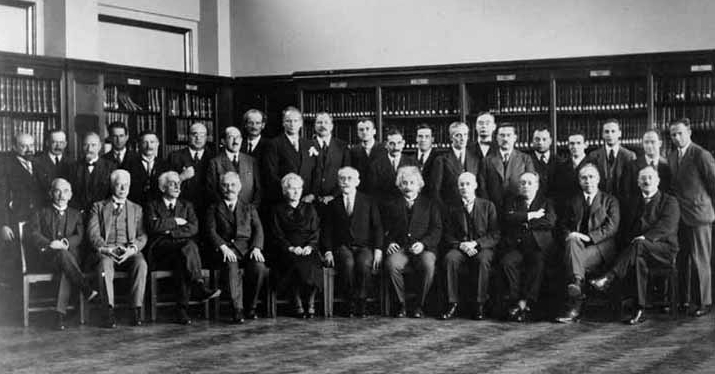
Sechste Solvay-Konferenz 1930

Teilnehmerfoto der sechsten Solvay-Konferenz, Brüssel 1930.
Stehend von links nach rechts: Édouard Herzen, Émile Henriot, Jules-Émile Verschaffelt, Charles Manneback, Aimé Cotton, Jacques Errera, Otto Stern, Auguste Piccard, Walther Gerlach, Charles Galton Darwin, Paul Dirac, Edmond Henri Georges Bauer, Pjotr Leonidowitsch Kapiza, Léon Brillouin, Hendrik Anthony Kramers, Peter Debye, Wolfgang Pauli, Jakow Dorfman, John H. van Vleck, Enrico Fermi, Werner Heisenberg
Sitzend von links nach rechts: Théophile de Donder, Pieter Zeeman, Pierre-Ernest Weiss, Arnold Sommerfeld, Marie Curie, Paul Langevin, Albert Einstein, Owen Willans Richardson, Blas Cabrera, Niels Bohr, Wander Johannes de Haas

### Siebte Solvay-Konferenz für Physik (1933)

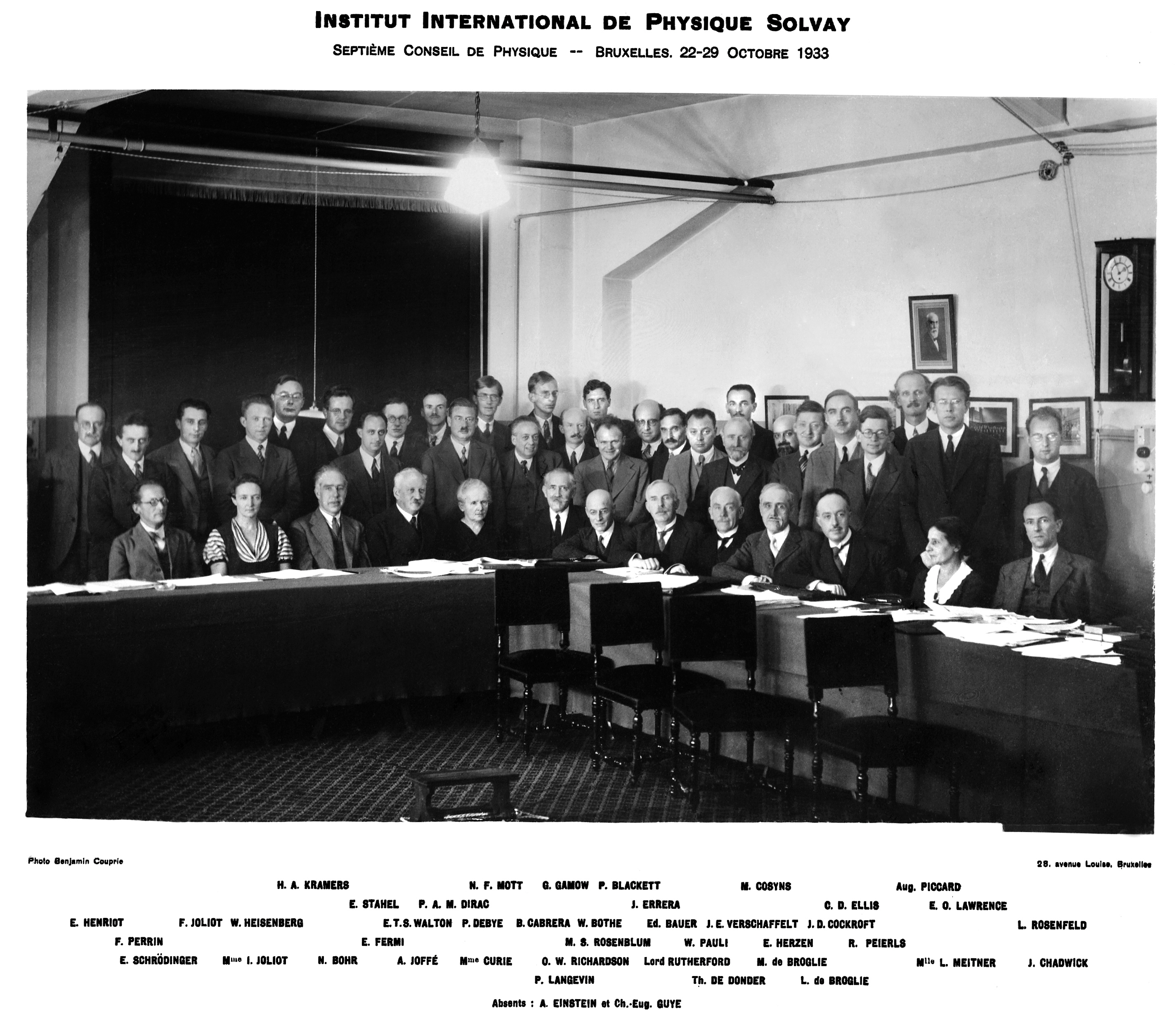
Siebte Solvay-Konferenz 1933

Teilnehmer der Konferenz im Oktober 1933 in Brüssel waren:
Sitzend von links nach rechts: Erwin Schrödinger, Irène Joliot-Curie, Niels Bohr, Abram Fjodorowitsch Ioffe, Marie Curie, Paul Langevin, Owen Willans Richardson, Ernest Rutherford, Théophile de Donder, Maurice de Broglie, Louis-Victor de Broglie, Lise Meitner, James Chadwick.
Stehend von links nach rechts: Émile Henriot, Francis Perrin, Frédéric Joliot-Curie, Werner Heisenberg, Hendrik Anthony Kramers, Ernst Stahel, Enrico Fermi, Ernest Walton, Paul Dirac, Peter Debye, Nevill Francis Mott, Blas Cabrera, George Gamow, Walther Bothe, Patrick Maynard Stuart Blackett, M. S. Rosenblum, Jacques Errera, Edmond Henri Georges Bauer, Wolfgang Pauli, Jules-Émile Verschaffelt, Max Cosyns, Édouard Herzen, John Cockcroft, Charles Drummond Ellis, Rudolf Peierls, Auguste Piccard, Ernest Lawrence, Léon Rosenfeld.
Abwesend Albert Einstein und Charles-Eugène Guye

### Achte Solvay-Konferenz für Physik (1948)

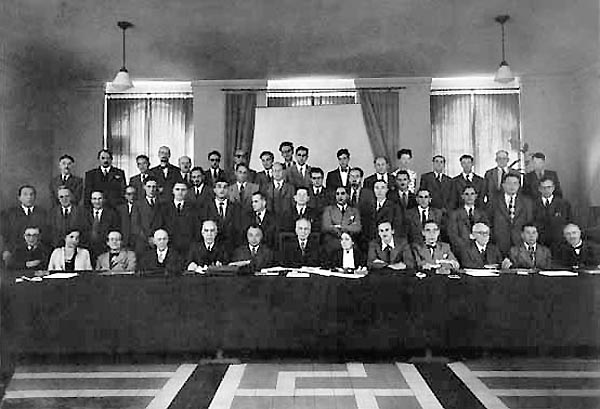
Achte Solvay-Konferenz 1948

Teilnehmer der Konferenz 1948 waren:
Sitzend von links nach rechts: John Cockcroft, Marie-Antoinette Tonnelat, Erwin Schrödinger, Owen Willans Richardson, Niels Bohr, Wolfgang Pauli, William Lawrence Bragg, Lise Meitner, Paul Dirac, Hendrik Anthony Kramers, Théophile de Donder, Walter Heitler, Jules-Émile Verschaffelt;
Zweite Reihe: Paul Scherrer, Ernst Stahel, Oskar Klein, Patrick Maynard Stuart Blackett, Philip Dee, Felix Bloch, Otto Robert Frisch, Rudolf Peierls, Homi Jehangir Bhabha, Robert Oppenheimer, Giuseppe Occhialini, Cecil Frank Powell, Hendrik Casimir, Marc de Hemptinne;
Dritte Reihe: Paul Kipfer, Pierre Auger, Francis Perrin, Robert Serber, Léon Rosenfeld, Bruno Ferretti, Christian Møller, Louis Leprince-Ringuet;
Vierte Reihe: G. Balasse, L. Flamache, L. Groven, O. Goche, M. Demeur, J. Errera, Van Isacker, Léon Van Hove, Edward Teller, Y. Goldschmidt, Ladislaus Laszlo Marton, C. C. Dilworth, Ilya Prigogine, Jules Géhéniau, Émile Henriot, Marcel Van Styvendael.

## Solvay-Konferenzen für Chemie
| Konferenz | Jahr | Thema | Vorsitz                                                       |
| --------- | ---- | --- | ------------------------------------------------------------- |
| 1.        | 1922 | Cinq Questions d’Actualite (Fünf aktuelle Fragen) | William Jackson Pope (Cambridge)                              |
| 2.        | 1925 | Structure et Activité Chimique (Chemische Struktur und Aktivität) | William Jackson Pope (Cambridge)                              |
| 3.        | 1928 | Questions d’Actualite (Aktuelle Fragen) | William Jackson Pope (Cambridge)                              |
| 4.        | 1931 | Constitution et Configuration des Molécules Organiques (Aufbau und Konfiguration organischer Moleküle) | William Jackson Pope (Cambridge)                              |
| 5.        | 1934 | L’Oxygène, ses réactions chimiques et biologiques (Sauerstoff, seine chemischen und biologischen Reaktionen)                                                                                               | William Jackson Pope (Cambridge)                              |
| 6.        | 1937 | Les Vitamines et les Hormones (Vitamine und Hormone) | Frédéric Swarts (Gent)                                        |
| 7.        | 1947 | Les Isotopes (Die Isotope) | Paul Karrer (Zürich)                                          |
| 8.        | 1950 | Le Mécanisme de l’Oxydation (Der Mechanismus der Oxidation) | Paul Karrer (Zürich)                                          |
| 9.        | 1953 | Les Protéines (Proteine) | Paul Karrer (Zürich)                                          |
| 10.       | 1956 | Quelques Problèmes de Chimie Minérale (Einige Probleme der anorganischen Chemie) | Paul Karrer (Zürich)                                          |
| 11.       | 1959 | Les Nucléoprotéines (Nukleoproteine) | Alfred Ubbelohde (London)                                     |
| 12.       | 1962 | Transfert d’Energie dans les Gazs (Energieübertragung in Gasen) | Alfred Ubbelohde (London)                                     |
| 13.       | 1965 | Reactivity of the Photoexited Organic Molecule (Die Reaktivität des per Licht angeregten organischen Moleküls)                                                                                             | Alfred Ubbelohde (London)                                     |
| 14.       | 1969 | Phase Transitions (Phasenübergänge) | Alfred Ubbelohde (London)                                     |
| 15.       | 1972 | Electrostatic Interactions and Structure of Water (Elektrostatische Wechselwirkungen und Struktur des Wassers)                                                                                             | Alfred Ubbelohde (London)                                     |
| 16.       | 1976 | Molecular Movements and Chemical Reactivity as conditioned by Membranes, Enzymes and other Molecules (Molekulare Bewegungen und chemische Reaktivität bedingt durch Membranen, Enzyme und andere Moleküle) | Alfred Ubbelohde (London)                                     |
| 17.       | 1980 | Aspects of Chemical Evolution (Aspekte der chemischen Evolution) | Alfred Ubbelohde (London)                                     |
| 18.       | 1983 | Design and Synthesis of Organic Molecules Based on Molecular Recognition (Design und Synthese organischer Moleküle auf Basis der Molekülerkennung)                                                         | Ephraim Katchalski (Rehovot, Israel) Vladimir Prelog (Zürich) |
| 19.       | 1987 | Surface Science (Oberflächenchemie) [zusammen mit der Solvay-Konferenz für Physik] | Frederik W. de Wette (Austin)                                 |
| 20.       | 1995 | Chemical Reactions and their Control on the Femtosecond Time Scale (Chemische Reaktionen und deren Steuerung auf der Femtosekunden-Zeitskala)                                                              | Pierre Gaspard (Brüssel)                                      |
| 21.       | 2007 | From Noncovalent Assemblies to Molecular Machines (Von nichtkovalenten Anordnungen zu molekularen Maschinen)                                                                                               | Jean-Pierre Sauvage (Straßburg)                               |
| 22.       | 2010 | Quantum Effects in Chemistry and Biology (Quanteneffekte in der Chemie und Biologie) | Graham Fleming (Berkeley)                                     |
| 23.       | 2013 | New Chemistry and New Opportunities from the Expanding Protein Universe (Neue Chemie und neue Chancen aus dem expandierenden Proteinuniversum)                                                             | Kurt Wüthrich (ETH Zürich)                                    |
| 24.       | 2016 | Catalysis in Chemistry and Biology (Katalyse in Chemie und Biologie) | Kurt Wüthrich (ETH Zürich)                                    |
| 25.       | 2019 | Computational Modeling: from Chemistry to Materials to Biology (Rechenmodelle: von Chemie über Materialien bis zu Biologie)                                                                                | Kurt Wüthrich (ETH Zürich)                                    |
| 26.       | 2022 | Chemistry Challenges of the 21st Century (Herausforderungen der Chemie im 21. Jahrhundert) | Kurt Wüthrich (ETH Zürich)                                    |